# Gebr. Sieber Orgelbau
Gebr. Sieber Orgelbau war eine Orgelbaufirma in Holzkirchen im Ries (heute Ortsteil von Wechingen). Sie bestand von 1832 bis 1943 und errichtete in dieser Zeit etwa 120 Orgeln. Die Firma Sieber war überwiegend regional in den Kirchen des Nördlinger Ries’ sowie in ganz Schwaben, aber auch in Franken tätig.

## Geschichte
Die Orgelbauwerkstatt wurde 1932 durch Johann Philipp Sieber (* 1806; † 1874) gegründet. Dessen Sohn Philipp Sieber (* 6. Juli 1841 in Holzkirchen im Ries; † 4. Juli 1923 ebenda) führte die Firma gemeinsam mit Wilhelm Sieber in der zweiten Generation unter dem Firmennamen Gebr. Sieber.
Mit den Brüdern Julius Sieber (* 1880) und Richard Sieber (* 1885) übernahm die dritte Generation.
Das Unternehmen erlosch um 1943. Andere Quellen nennen einen Fortbestand bis ca. 1960. 1964 übernahm die neu gegründete Firma Deininger & Renner die Werkstatträume; sie verlegte ihren Sitz 1973 nach Wassertrüdingen.

## Werkliste (Auszug)
| Opus | Jahr | Ort                          | Gebäude                | Bild | Manuale | Register | Bemerkungen                                              |
| ---- | ---- | ---------------------------- | ---------------------- | ---- | ------- | -------- | -------------------------------------------------------- |
|      | 1832 | Christgarten                 | St. Peter              |      | I/P     | 8        | → Orgel                                                  |
|      | 1832 | Munningen-Laub               | St. Margareta          |      | I/P     | 10       |                                                          |
|      | 1866 | Wörnitzostheim               | St. Maria und Anna     |      | I/P     | 10       |                                                          |
|      | 1880 | Dürrenzimmern                | St. Gallus             |      | I/P     | 6        |                                                          |
|      | 1885 | Forheim                      | St. Margareta          |      | I/P     | 7        |                                                          |
| 29   | 1889 | Nördlingen                   | St. Salvator           |      | II/P    | 22       | 2012 Erweiterung durch Kubak auf II/28.                  |
|      | 1890 | Fünfstetten                  | St. Dionysius          |      | I/P     | 12       | erhalten.                                                |
|      | 1892 | Sappenfeld                   | St. Sebastian und Anna |      | I/P     |          | erhalten.                                                |
|      | 1893 | Weilheim                     | St. Luzia und Ottilia  |      | I/P     |          | Ersetzt durch Neubau Redeker & Kreuzer im alten Gehäuse. |
|      | 1894 | Rühlingstetten               | Heilige Dreifaltigkeit |      |         |          |                                                          |
|      | 1895 | Aufhausen                    | St. Martin             |      | I/P     | 7        | 1988 Umsetzung nach St. Leonhard in Dietramszell.        |
|      | 1900 | Mönchsdeggingen-Schaffhausen | St. Lorenz             |      | II/P    | 14       |                                                          |
|      | 1903 | Heroldingen                  | St. Martin             |      | II/P    | 11       |                                                          |
|      | 1905 | Woringen                     | Unser Frauen           |      | II/P    | 13       |                                                          |
| 113  | 1926 | Bieswang                     | St. Martin             |      | II/P    | 12       |                                                          |
|      | 1928 | Großhabersdorf               | St. Walburg            |      | II/P    | 17       | 1983 ersetzt durch Neubau WRK.                           |
| 114  | 1929 | Barthelmesaurach             | Bartholomäuskirche     |      | II/P    | 12 (13)  |                                                          |
|      | 1930 | Gochsheim                    | St. Michaelis          |      | II/P    | 29       | nicht erhalten.                                          |
|      | 1930 | Schwabach                    | Dreieinigkeitskirche   |      | II/P    | 12       |                                                          |
|      | 1940 | Eyb                          | St. Lambertus          |      | II/P    | 13       | 1970 ersetzt durch Neubau Steinmeyer.                    |